# Alstroemeria gardneri
Alstroemeria gardneri este o specie de plante monocotiledonate din genul Alstroemeria, familia Alstroemeriaceae, descrisă de John Gilbert Baker. Conform Catalogue of Life specia Alstroemeria gardneri nu are subspecii cunoscute.